# Linda Maria Baros
Linda Maria Baros (Bukarest, 1981. augusztus 6. –) román és francia költő, műfordító és irodalomkritikus. Kitüntették az igen rangos Guillaume Apollinaire-díjjal (2007, Franciaország).
A francia irodalomkritika szerint egyike napjaink legerősebb költőegyéniségeinek, és a 21. század jelentős fiatal költője.

## Életrajzi adatok
- A bukaresti Központi Gimnázium, majd a párizsi Victor-Duruy Gimnázium tanulója.
- Diák a párizsi Paris-Sorbonne Egyetemen (Paris IV) – modern irodalom
- Bölcsészettudományok doktora a párizsi Paris-Sorbonne Egyetemen (2011)

- 2002-től tagja a Romániai Írók Szövetségének.
- Alapítója és igazgatója a VERSUs/m irodalmi folyóiratnak (Bukarest, 2005)
- 2005-től kezdeményezője és társszervezője Romániában a Költők Tavasza Fesztiválnak (Primavara Poetilor/Le Printemps des Poètes)
- 2005 óta egyik jelentős francia könyvkiadó lektora
- 2006-tól párizsi Román Műfordítók Egyesületének helyettes titkára.
- Románia kulturális nagykövete az Európai Kulturális Évad ideje alatt (Párizs, 2008)
- A Seine et Danube irodalmi lap versrovatának felelős szerkesztője (Párizs – 2009-2010)
- Az La Nouvelle Pléiade (Új Plejád Egyesület) főtitkárhelyettese (Párizs, 2009-től)
- 2010-től – az irodalmi élet jeles szereplői mellett – örökös tagja a francia Max-Pol Fouchet költészeti zsűrinek

## Művei
1988-ban debütált egy irodalmi lapban közölt verssel.

### Verseskötetek
- L’Autoroute A4 et autres poèmes (Az A4-es autópálya és más versek), Cheyne Éditeur, Franciaország, 2009
- La Maison en lames de rasoir (Pengeház), Cheyne Éditeur, 2006 – második kiadás 2008
- Le Livre de signes et d’ombres (Jelek és árnyak könyve), Cheyne Éditeur, Franciaország, 2004
- Poemul cu cap de mistret (Vaddisznófejű vers), Vinea könyvkiadó, Bukarest, 2003
- Amurgu-i departe, smulge-i rubanul! (Messze az alkony, oldd ki kötelékét!) Junimea könyvkiadó, Iasi, 2005

Linda Maria Baros verseit lefordították Anglia, az Amerikai Egyesült Államok, Spanyolország, Hollandia, Belgium, Olaszország, Németország, Svájc, Luxemburg, Marokkó, Irak, Szerbia, Macedónia, Szlovénia, Horvátország, Bulgária, Albánia, Kanada, Mexikó, Banglades, Japán, Finnország.

### Verseskötetek fordításban
- Bolgárul: Къща от бръснарски ножчета (Pengeház), Aksinia Mihailova fordításában, Bulgarian Foundation for Literature, Szófia, Bulgária, 2010
- Románul: Dictionarul de semne si trepte (Jelek és fokok könyve), Junimea könyvkiadó, Iasi, 2005

### Színművek
- Marile spirite nu se ocupă niciodată de nimicuri (A nagy szellemek sosem foglalkoznak apróságokkal), Editura Muzeul Literaturii Române (a Román Irodalmi Múzeum könyvkiadója) Bukarest, 2003
- A venit la mine un centaur (Egy kentaur jött hozzám), META, Bukarest, 2002

### Kritikai művek
- 2005, Passer en carène (franciául), Editura Muzeul Literaturii Române, Bukurest
- 2005, Les Recrues de la damnation (franciául), Editura Muzeul Literaturii Române, Bukurest

### Fordítások
Több mint harminc kötetet fordított le.
Románról franciára Nichita Stănescu, Ioan Es. Pop, Angela Marinescu, Mircea Bârsila, Simona Popescu köteteit fordította.
Franciáról, angolról, spanyolról románra fordította Henri Michaux, Boris Vian, Guy Goffette, José-Luis Reina Palazón, versesköteteit, Alphonse Daudet, Johanna Spyri, James Oliver Curwood, regényeit stb.
2008-ban létrehozta a ZOOM virtuális könyvtárat (125 szerző műveinek fordítása és közlése)
Franciául közölte A kortárs román költészet antológiáját, amelyben 20 költő szerepel.

### Együttműködés
Verseket, irodalomkritikát és fordításokat közöl a Po&sie, Aujourd’hui poème, Europe, Confluences poétiques, NUNC, Poésie 2003, Bacchanales, Pyro, La Revue littéraire, Le Bateau Fantôme, La Traductière, Ici & Là, Hauteurs, Littérales L’Écho d’Orphée, Thauma, MIR, La page blanche, Seine et Danube (Franciaország), Poetry Review, Horizon Review (Anglia), Galateea, Observator München (Németország), Pleiades, International Notebook of Poetry (Amerikai Egyesült Államok), Alora, la bien cercada, El Coloquio de los Perros, ABC (Spanyolország) Contre-jour, Langage & créativité (Kanada), Le Journal des Poètes, Langue vive, Revolver (Belgium), Gradina, Poetika,Književni list (Szerbia), Scritture Migranti, Formafluens (Olaszország), Le Quotidien, Tageblatt, Le Jeudi (Luxemburg), Bunker Hill (Hollandia), Europski glasnik (Horvátország), La Revue de Belles Lettres (Svájc), Luceafarul, Viața românească, Arges, Apostrof, Tribuna, Astra, Noua literatura, Ziua literara, Adevărul literar și artistic, Calende (Románia), Shirdanra (Banglades), Électron libre (Marokkó), 'Beagle (Japán stb.

### Tankönyvek
Linda Maria Baros Bányalovak (Caii de mină) című verse szerepel a XII. osztályosok számára írt román nyelv és irodalom tankönyvben (Limba si literatura română. Manual de clasa a XII-a), Editura Paralela 45, 2007

### Antológiák
Linda Maria Baros versei a következő antológiákban jelentek meg :
- Anthologie de la poésie amoureuse (Szerelmesvers antológia, XI-XXI. század), Éditions Écriture, Franciaország, 2010[4]
- 30 ans, 30 voix (30 év – 30 hang), Cheyne éditeur, Franciaország, 2010[5]
- Runoilevien naisten kaupunki (Költőnők vára – 12 költőnő a nagyvilágból), Tammi, Helsinki, Finnország, 2010[6]
- Poezia antiutopica (Antiutópikus költészet) – antológia Daniel D. Marin szerkesztésében, Paralela 45, Románia, 2010
- Couleurs femmes, Le Castor Astral & Le Nouvel Athanor, Franciaország, 2010[7]
- Kijk, het heeft gewaaid, Poetry International, Rotterdam, Hollandia, 2009[8]
- Poesía francesa contemporánea. Diecisiete poetas (Francia kortárs költészeti antológia'. 17 szerző), Spanyolország, 2008[9]
- Poëzie van dichters uit de hele wereld, Poetry International, Rotterdam, Hollandia, 2008
- Poésies de langue française. 144 poètes d’aujourd’hui autour du monde (Versek francia nyelven. 144 kortárs költő szerte a világból), Franciaország, 2008[10]
- L’année poétique 2005, Éditions Seghers (A 2005-ös költészeti év – a Seghers kiadó antológiája), Franciaország, 2006[11]

## Magyarul
- Borotvapengeház; ford. Halmosi Sándor; AB ART, Bp., 2020 (Lyra omnis)

## Irodalmi díjak
- Ion Minulescu Országos Költészeti Díj, Románia, 2008
- Apollinaire-díj, amely egyike a legrangosabb francia költészeti díjaknak, a Maison en lames de rasoir kötetért, Cheyne Éditeur, Franciaország, 2006[12]
- Költői Hivatástudatért díj – Le Livre de signes et d’ombres, Cheyne Éditeur, Franciaország, 2004[13]
- A Mihai Eminescu Nemzetközi Akadémia műfordítói díja, Románia, 2002
- A Költők Tavasza Fesztivál (Le Printemps des Poètes) költészeti díja, Franciaország, 2001

## Fordítói ösztöndíjak
- Vertalershuis (Fordítók háza), Amszterdam, Hollandia, 2007
- Centre de Rencontres Abbaye Neumünster, Luxemburg, 2006
- The 3rd Poetry Translation Workshop The Golden Boat, Szerbia, 2005
- Collège Européen des traducteurs littéraires de Seneffe, Belgium, 2003

## Nemzetközi fesztiválok
- Franciaország, 2010 – MidiMinuitPoésie, Nantes[14]
- Spanyolország – 2010 – Mucho Más Mayo, Cartagena
- Belgium, 2010 – La Biennale Internationale de Poésie, Liège
- Franciaország 2010 – Voix de la Méditerranée, Lodève
- Belgium, 2010 -Le Festival International de Poésie Wallonie-Bruxelles, Namur
- Franciaország, 2010 -Le Festival franco-anglais
- Franciaország, 2010 – Le Printemps des Poètes
- Franciaország, 2010 – À vous de lire, Paris
- Franciaország, 2010 – DécOUVRIR, Concèze
- Franciaország, 2009 – Terre et poésie
- Franciaország, 2009 – Biennale de la poésie, Saint-Quentin-en-Yvelines[15]
- Franciaország, 2009 – Le Printemps des Poètes
- Franciaország, 2009 – Paris en toutes lettres
- Franciaország, 2009 – Lectures sous l’Arbre
- Kanada, 2008 – Festival International de la Poésie, Trois-Rivières, Québec
- Hollandia, 2008 – Poetry International, Rotterdam[16]
- Franciaország, 2008 – Les Voix de la Méditerranée, Lodève
- Olaszország, 2008 – Primavera dei Poeti
- Franciaország, 2008 – Le Printemps Balkanique. Insolite Roumanie
- Spanyolország, 2008 – La Mar de Letras, Cartagena
- Franciaország, 2008 – Le Printemps des Poètes
- Szerbia, 2008,World Poetry Day, Belgrád
- Luxemburg, 2008 – Le Printemps des Poètes
- Franciaország, 2007 – Dacia – Méditerranée
- Franciaország, 2007 – Lectures sous l’Arbre
- Franciaország, 2007 – Le Printemps des Poètes, Paris
- Franciaország, 2006 – Nemzetközi költészeti fesztivál, Teranova
- Jordánia, 2005 – Odyssey International Festival, Amman
- Belgium, 2005 – Biennale Internationale de Poésie, Liège
- Franciaország, 2005 – Fesztivál Le Printemps des Poètes, Paris
- Marokkó, 2004 – Nemzetközi költészeti fesztivál, Rabat
- Románia, 2001 – Nemzetközi irodalmi fesztivál, Neptun